# Приесс, Гельмут
Гельмут Приесс (нем. Helmuth Prieß; 6 марта 1896, Хильдесхайм — 21 октября 1944, близ Гусева) — немецкий военачальник, воевавший в Первой и Второй мировой войнах (за Германскую Империю и нацистская Германия). Кавалер Рыцарского Креста (1944). Состоял в вермахте.

## Биография
Гельмут Приесс родился 6 марта 1896 года в городе Хильдесхайм в прусской провинции Ганновер. 10 августа 1914 года, после начала Первой Мировой войны, поступил на военную службу. Сражался на западном фронте. 2 июня 1915 года получил звание лейтенанта. Позже командовал пулеметной ротой штурмового батальона. 
В должности командующего XXVII армейского корпуса погиб 21 октября 1944 года недалеко от города Гумбиннен (сейчас Гусев), когда его штабной самолет «Шторх» Fi 156 был сбит зенитной артиллерией над позициями 1-го мотострелкового батальона 4-й гвардейской мотострелковой бригады. Вместе с ним погибли пилот унтер-офицер Вернер Людвиг (Werner Ludwig) и майор Г. Лоттман (G. Lottmann)